# حمام طوراني
الحمام الطوراني أو الطُرْآني أو الحمام الأزرق أو الحمام الشائع أو الحمام الجبلي أو الحمام الصخري (الاسم العلمي: Columba livia)، يسمى في بعض المصادر بالحَيْذُوَان مع أنه اسم لحمام آخر يسمى أيضًا بالورشان، هو طائر ينتمي إلى الفصيلة الحمامية. يقال أن الحمام الداجن انحدر منه. ضروبه عديدة جميعها صغيرة القد. طولها نحو 32 سم. موطنه فسيج الأرجاء يعم الشرق وأروبة وإفريقية. يألف المناطق الصخرية والجبلية والبقاع الجرداء. يعيش أسرابًا صغيرة يراوح عدد أفرادها من 40 إلى 80. قوته الحبوب والبذور. يُدثِّن عشه بين الصخور وفي نقارها. إناثه تبيض مرتين في السنة.

## الانتشار
الحمام الجبلي هو حمام ينتشر في البرية، وجدت تلك الفصيلة من أنواع الحمام منتشرة في أوروبا وشمال إفريقيا، وغرب آسيا، وهي ذات أعداد وفيرة، حيث يقدر عدد أفرادها من 17 إلى 28 مليون في أوروبا فقط

## صفاته
لونه رمادي شاحب مع وجود اثنين من القضبان السوداء على أجنحته، وهناك بعض الاختلافات واضحة بين الذكور والإناث.

## معرض الصور
- طوراني ذكر يغازل أنثى بالرقص وإظهار برائله

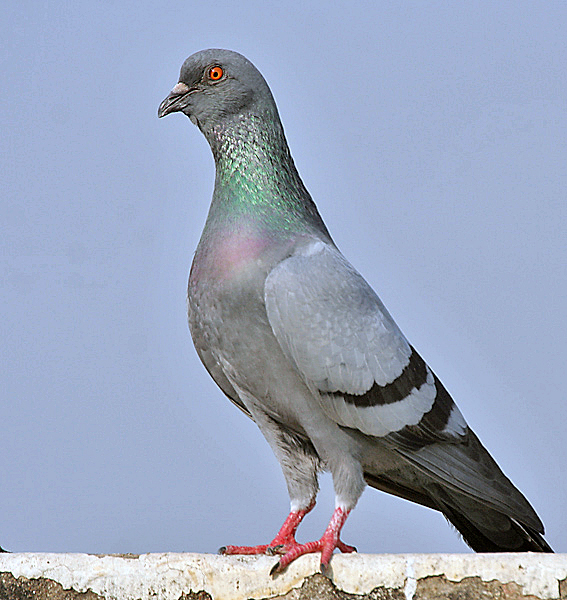
طوراني على حافة منزل
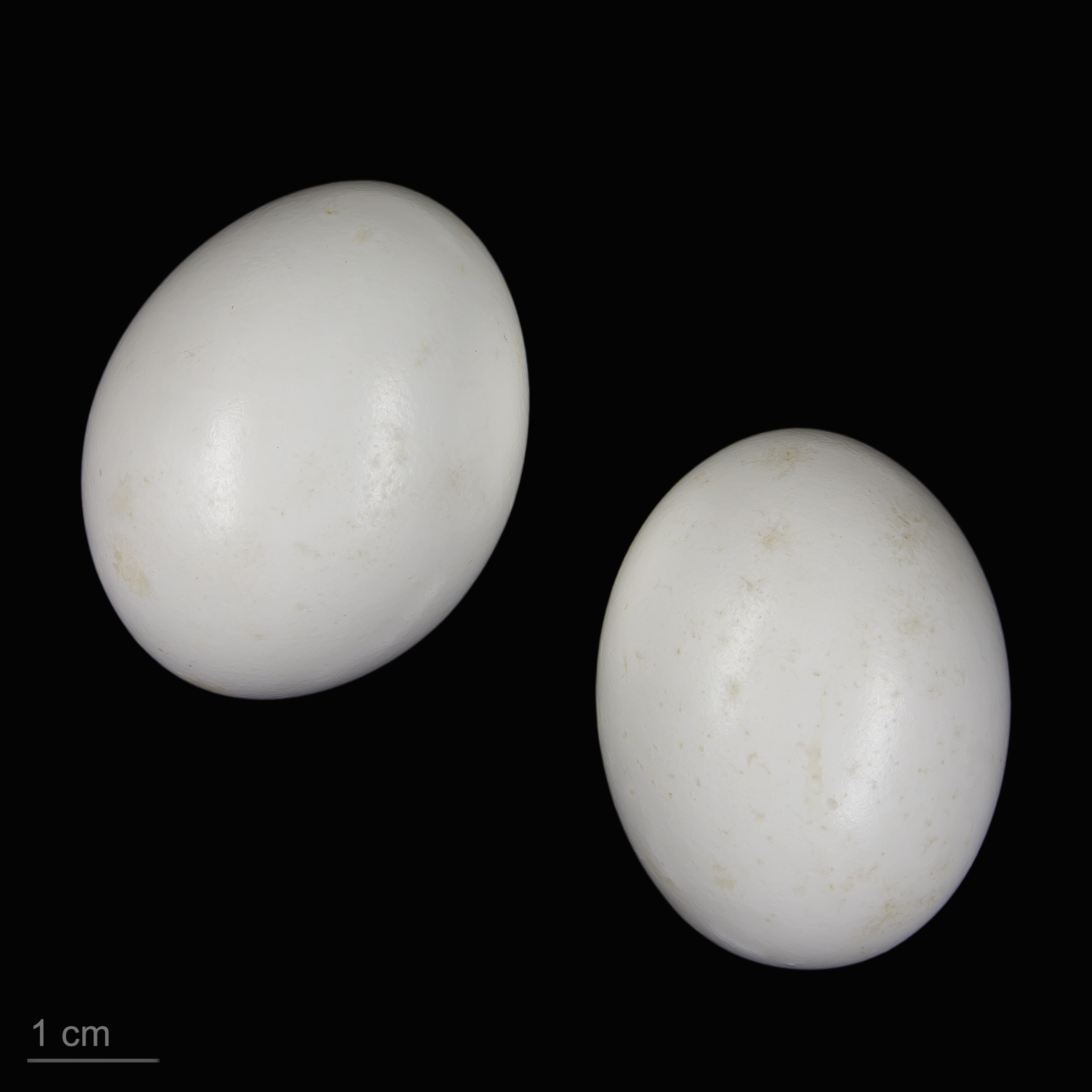
بيض الطوراني
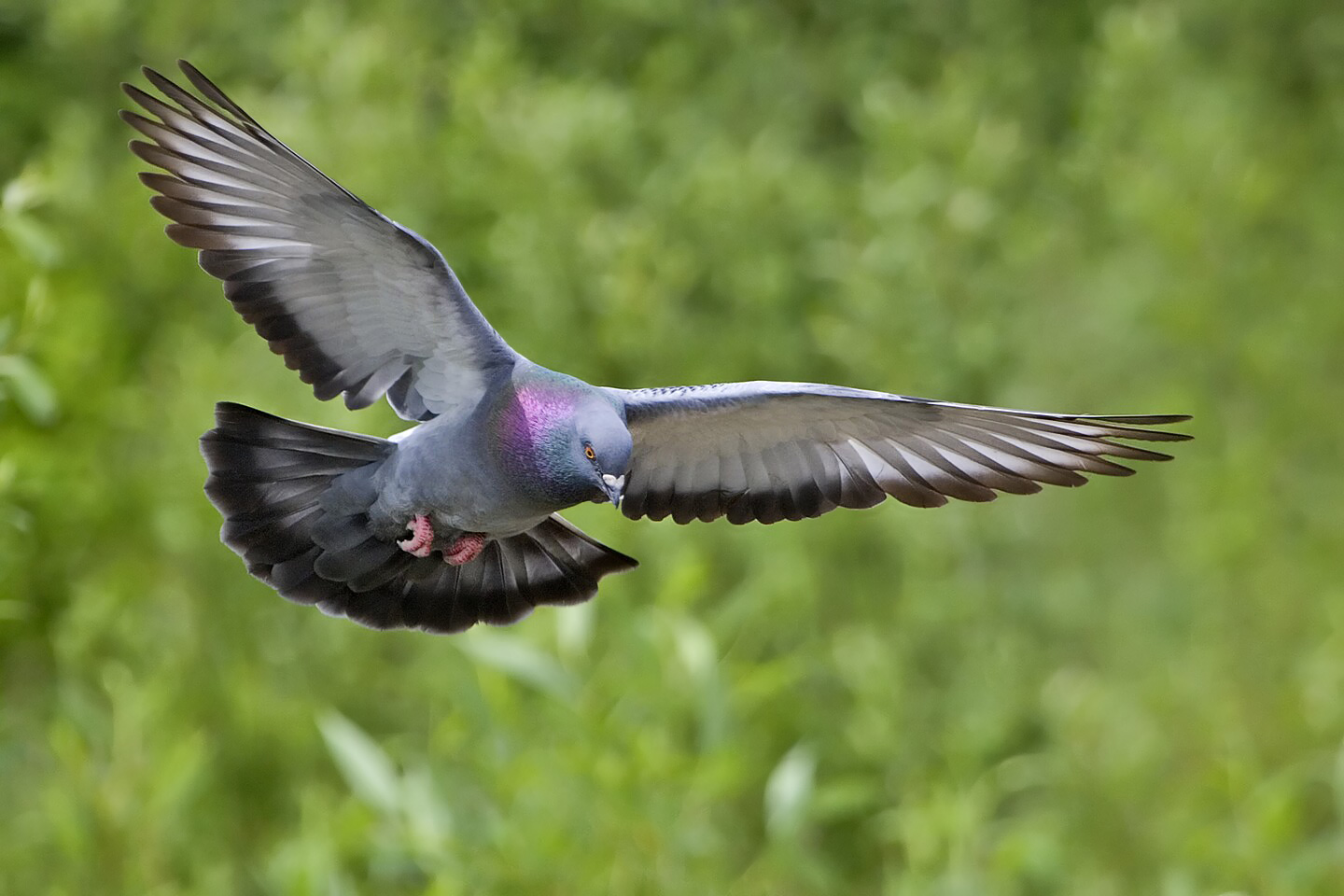
طوراني وحشيَّ
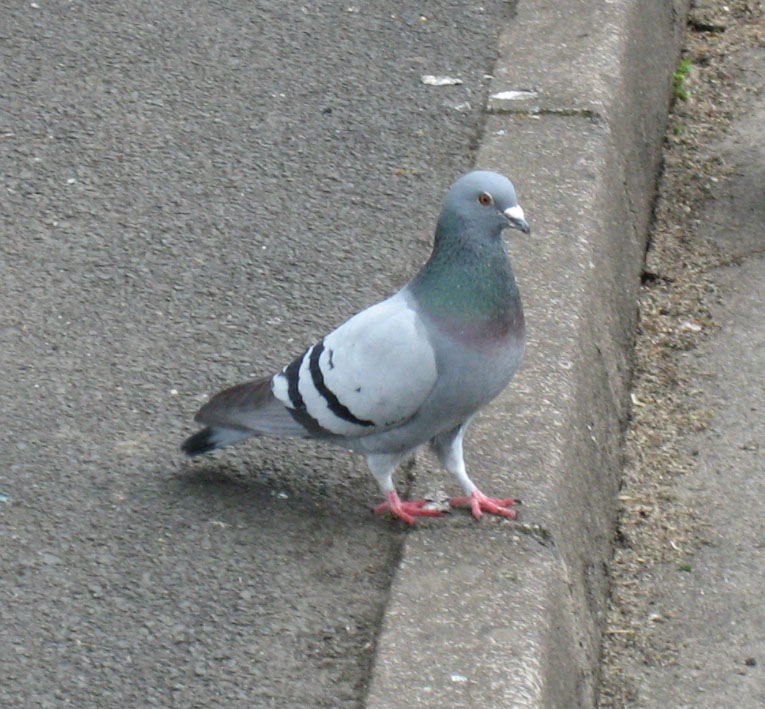
طوراني على الرصيف

## وصلات خارجية
- انواع الحمام في العالم